# LG Optimus 4X HD
LG Optimus 4X HD (модельний номер — P880, у мережі перед офіційною презентацією був відомий як X3) — смартфон, розроблений компанією LG Group анонсований 27 лютого 2012 року на Mobile World Congress у Барселоні. Це перший смартфон компанії на базі чотириядерного процесора.

## Технічні характеристики

### Апаратне забезпечення

#### Процесор
LG Optimus 4X HD працює на базі процесора Tegra 3 компанії Nvidia. Цей чип є системою на кристалі та побудований за принципом 4-PLUS-1™, де 4 — кількість основних ядер, що працюють на тактовій частоті 1,5 ГГц, призначені для роботи із ресурсоємними програмами, а 1 — це додаткове ядро (т. зв. англ. Battery Saver Core), яке мінімально використовує заряд батареї та призначене для підтримки низькопродуктивної роботи (дзвінки, повідомлення і т.д.). Процесор виконаний по 40 нм техпроцесу, набір інструкцій — ARMv7, графічне ядро — ULP GeForce (покращене порівняно з Nvidia Tegra 2), що містить 12 ядер.

#### Пам'ять
На смартфоні встановлено 1 ГБ LP (англ. LP  — Low Power) оперативної пам'яті типу DDR2 та 16 ГБ NAND Flash. Також в апарата є слот розширення пам'яті microSD (можливість встановлення до 32 ГБ).

#### Акумулятор
Смартфон працює від Li-ion акумулятора із ємністю 2150 мА·год, що може зніматися.

#### Бездротові модулі
В апарата є вмонтовані модулі бездротової передачі даних:
- Wi-Fi (802.11 b/g/n).
- Bluetooth 4.0
- стандарти передачі даних: GPRS, EDGE, HSDPA, HSUPA, HSPA+, UMTS/WCDMA, NFC.

#### Камера
Пристрій оснащено основною 8-мегапіксельною камерою із LED-спалахом, що розміщена на тильній стороні. Камера здатна записувати відео із FullHD якістю, 1920 × 1080 пікселів (1080p).
Також смартфон на передній частині корпусу має камеру для здійснення відеодзвінків із роздільною здатністю 1.3 мегапікселів.

#### Корпус
Задня кришка апарата виготовлена із ребристого пластику, вона доволі м'яка і легко згинається. По краях смартфону розміщено пластикові смужки-вставки, які пофарбовано хромовою фарбою під метал..

#### Дисплей
Смартфон оснащено 4.7-дюймовим True HD IPS сенсорним дисплеєм із роздільною здатністю 720 × 1280 пікселів, що здатен відтворювати 16.7 млн кольорів.

### Програмне забезпечення

#### Операційна система
LG Optimus 4X HD виходить із встановленою операційною системою Android Ice Cream Sandwich версії 4.0.3. З квітня 2013 року користувачам надається можливість оновити систему до версії 4.1.2 (Jelly Bean) за допомогою програмного комплексу LG PC Suite чи LG Mobile Support Tool.

#### Інтерфейс користувача
У смартфоні компанією LG Group встановлено інтерфейс користувача власного виробництва Optimus UI 3.0.

## Відео
- Офіційне промо-відео чотириядерного LG OPTIMUS 4X HD 4 + технічні харатеристики [Архівовано 28 липня 2013 у Wayback Machine.] (англ.)
- Огляд LG Optimus 4X HD (англ.)
- LG Optimus 4X HD. Четырехголовый (рос.)